# ان‌جی‌سی ۷۰۰۷
ان‌جی‌سی ۷۰۰۷ (انگلیسی: NGC 7007) یک کهکشان عدسی شکل در حدود ۱۳۰ میلیون سال نوری دورتر از زمین در صورت فلکی هندی است. کهکشان NGC 7007 توسط اخترشناس جان هرشل در ۸ ژوئیه ۱۸۳۴ کشف شد.